# Никол, Грег
Грегори (Грег) Никол (англ. Gregory (Greg) Nicol, 2 апреля 1975, Иксопо, ЮАР) — южноафриканский хоккеист (хоккей на траве), полевой игрок. 

## Биография
Грег Никол родился 2 апреля 1975 года в южноафриканском городе Иксопо.
Играл в хоккей на траве за «Олд Грей» из Порт-Элизабет.
В 1996 году вошёл в состав сборной ЮАР по хоккею на траве на летних Олимпийских играх в Атланте, занявшей 10-е место. Играл в поле, провёл 7 матчей, забил 7 мячей (два в ворота сборной Южной Кореи, по одному — Австралии, Малайзии, Нидерландам, Аргентине и США).
В 2002 году в составе сборной ЮАР играл на чемпионате мира в Куала-Лумпуре. Южноафриканцы заняли 13-е место, а Никол вместе с Джастином Кингом стал лучшим снайпером команды, забив 6 мячей.
Дважды играл за сборную ЮАР на хоккейных турнирах Игр Содружества: в 1998 году в Куала-Лумпуре и в 2002 году в Манчестере, где южноафриканцы заняли 4-е место.
В 2004 году вошёл в состав сборной ЮАР по хоккею на траве на летних Олимпийских играх в Афинах, занявшей 10-е место. Играл в поле, провёл 7 матчей, забил 8 мячей (три в ворота сборной Египта, два — Аргентине, по одному — Индии, Австралии и Великобритании).